# Хищен кърлеж
Хищните кърлежи (Phytoseiulus persimilis) са вид паякообразни от семейство Phytoseiidae.
Те са силно подвижни и се хранят с други акари, поради което се използват широко в биологичната защита, най-вече срещу червените паячета (Tetranychus urticae).